# Seznam dílů seriálu Superstore
Toto je seznam dílů seriálu Superstore. Americký televizní sitcom Superstore měl premiéru na stanici NBC. Seriál má 6 řad a celkově 113 dílů. České názvy pocházejí z uveřejnění na Netflixu, kde byl seriál uveden s českými titulky.

## Přehled řad
| Řada | Díly | Premiéra v USA     | Premiéra v USA  |
| Řada | Díly | První díl          | Poslední díl    |
| ---- | ---- | ------------------ | --------------- |
| 1    | 11   | 30. listopadu 2015 | 22. února 2016  |
| 2    | 22   | 19. srpna 2016     | 4. května 2017  |
| 3    | 22   | 28. září 2017      | 3. května 2018  |
| 4    | 22   | 4. října 2018      | 16. května 2019 |
| 5    | 21   | 26. září 2019      | 23. dubna 2020  |
| 6    | 15   | 22. října 2020     | 25. března 2021 |

## Seznam dílů

### První řada (2015–2016)
| Č. v seriálu | Č. v řadě | Původní název    | Český název       | Režie                | Scénář                       | Datum premiéry     | Sledovanost v USA (v milionech diváků) |
| ------------ | --------- | ---------------- | ----------------- | -------------------- | ---------------------------- | ------------------ | -------------------------------------- |
| 1            | 1         | Pilot            | Pilotní díl       | Ruben Fleischer      | Justin Spitzer               | 30. listopadu 2015 | 7,21                                   |
| 2            | 2         | Magazine Profile | Profil v časopise | Michael Patrick Jann | Matt Hubbard                 | 30. listopadu 2015 | 5,35                                   |
| 3            | 3         | Shots and Salsa  | Vakcíny a salsa   | Ruben Fleischer      | Justin Spitzer               | 28. prosince 2015  | 2,62                                   |
| 4            | 4         | Mannequin        | Figurína          | Victor Nelli Jr.     | Jonathan Green a Gabe Miller | 4. ledna 2016      | 6,04                                   |
| 5            | 5         | Shoplifter       | Zloděj            | Ruben Fleischer      | Jackie Clarke                | 11. ledna 2016     | 5,38                                   |
| 6            | 6         | Secret Shopper   | Tajný zákazník    | Alex Hardcastle      | Lon Zimmet                   | 18. ledna 2016     | 5,66                                   |
| 7            | 7         | Color Wars       | Válka barev       | Andy Ackerman        | Jack Kukoda                  | 25. ledna 2016     | 4,93                                   |
| 8            | 8         | Wedding Day Sale | Svatební výprodej | Victor Nelli, Jr.    | Sierra Teller Ornelas        | 1. února 2016      | 4,89                                   |
| 9            | 9         | All-Nighter      | Noční šichta      | Christine Gernon     | Eric Ledgin                  | 8. února 2016      | 5,19                                   |
| 10           | 10        | Demotion         | Sesazení          | Linda Mendoza        | Matt Hubbard a Lon Zimmet    | 15. února 2016     | 3,89                                   |
| 11           | 11        | Labor            | Práce             | Beth McCarthy-Miller | Owen Ellickson               | 22. února 2016     | 4,68                                   |

### Druhá řada (2016–2017)
| Č. v seriálu | Č. v řadě | Původní název         | Český název             | Režie             | Scénář                                                | Datum premiéry     | Sledovanost v USA (v milionech diváků) |
| ------------ | --------- | --------------------- | ----------------------- | ----------------- | ----------------------------------------------------- | ------------------ | -------------------------------------- |
| 12           | 1         | Olympics              | Olympiáda               | Ruben Fleischer   | Jonathan Green                                        | 19. srpna 2016     | 9.67                                   |
| 13           | 2         | Strike                | Stávka                  | Victor Nelli, Jr. | Jackie Clarke                                         | 22. září 2016      | 5,45                                   |
| 14           | 3         | Back to Work          | Zpátky do práce         | Michael McDonald  | Eric Ledgin                                           | 29. září 2016      | 4,39                                   |
| 15           | 4         | Guns, Pills and Birds | Zbraně, pilulky a ptáci | Matt Sohn         | Matt Hubbard                                          | 6. října 2016      | 5,18                                   |
| 16           | 5         | Spokesman Scandal     | Skandál mluvčího        | Ken Whittingham   | Gabe Miller                                           | 13. října 2016     | 4,39                                   |
| 17           | 6         | Dog Adoption Day      | Den adopce pejsků       | Betsy Thomas      | Josh Malmuth                                          | 20. října 2016     | 4,18                                   |
| 18           | 7         | Halloween Theft       | Halloweenská krádež     | Alisa Statman     | Karey Dornetto                                        | 27. října 2016     | 4,21                                   |
| 19           | 8         | Election Day          | Volební den             | Tristram Shapeero | Bridget Kyle a Vicky Luu                              | 3. listopadu 2016  | 3,58                                   |
| 20           | 9         | Seasonal Help         | Vánoční výpomoc         | Geeta V. Patel    | Jackie Clarke                                         | 10. listopadu 2016 | 4,01                                   |
| 21           | 10        | Black Friday          | Black Friday            | Victor Nelli Jr.  | Eric Ledgin                                           | 10. listopadu 2016 | 3,79                                   |
| 22           | 11        | Lost and Found        | Ztráty a nálezy         | Jay Chandrasekha  | Sierra Teller Ornelas                                 | 5. ledna 2017      | 4,43                                   |
| 23           | 12        | Rebranding            | Rebranding              | Bill Purple       | Matt Hubbard                                          | 12. ledna 2017     | 4,33                                   |
| 24           | 13        | Ladies' Lunch         | Holčičí oběd            | Todd Biermann     | Vanessa Ramos                                         | 2. února 2017      | 3,99                                   |
| 25           | 14        | Valentine's Day       | Valentýn                | Tristram Shapeero | John Kazlauskas                                       | 9. února 2017      | 3,54                                   |
| 26           | 15        | Super Hot Store       | Přetopený obchoďák      | Michael Spiller   | Joe Barrasas                                          | 16. února 2017     | 3,67                                   |
| 27           | 16        | Wellness Fair         | Veletrh zdraví          | Alex Reid         | Owen Ellickson                                        | 23. února 2017     | 3,51                                   |
| 28           | 17        | Integrity Award       | Cena za integritu       | Linda Mendoza     | Gabe Miller                                           | 16. března 2017    | 4,17                                   |
| 29           | 18        | Mateo's Last Day      | Mateův poslední den     | America Ferrera   | Jonathan Green                                        | 23. března 2017    | 4,15                                   |
| 30           | 19        | Glenn's Kids          | Glennovy děti           | Ruben Fleischer   | Sierra Teller Ornelas                                 | 6. dubna 2017      | 3,08                                   |
| 31           | 20        | Spring Cleaning       | Jarní úklid             | Geeta V. Patel    | Josh Malmuth                                          | 20. dubna 2017     | 3,15                                   |
| 32           | 21        | Cheyenne's Wedding    | Cheyenne se vdává       | Michael Weaver    | námět: Vanessa Ramos scénář: Bridget Kyle a Vicky Luu | 27. dubna 2017     | 2,77                                   |
| 33           | 22        | Tornado               | Tornádo                 | Matt Sohn         | Justin Spitzer                                        | 4. května 2017     | 2,91                                   |

### Třetí řada (2017–2018)
| Č. v seriálu | Č. v řadě | Původní název       | Český název               | Režie             | Scénář                                                     | Datum premiéry    | Sledovanost v USA (v milionech diváků) |
| ------------ | --------- | ------------------- | ------------------------- | ----------------- | ---------------------------------------------------------- | ----------------- | -------------------------------------- |
| 34           | 1         | Grand Re-Opening    | Slavnostní otevření       | Matt Sohn         | Justin Spitzer                                             | 28. září 2017     | 4,60                                   |
| 35           | 2         | Brett Is Dead       | Brett je mrtvý            | Ryan Case         | Sierra Teller Ornelas                                      | 5. října 2017     | 4,45                                   |
| 36           | 3         | Part-Time Hires     | Částečné úvazky           | Todd Biermann     | Josh Malmuth                                               | 12. října 2017    | 4,33                                   |
| 37           | 4         | Workplace Bullying  | Šikana v práci            | Tristram Shapeero | Bridget Kyle a Vicky Luu                                   | 19. října 2017    | 4,20                                   |
| 38           | 5         | Sal's Dead          | Sal je mrtvý              | Geeta V. Patel    | Gabe Miller                                                | 26. října 2017    | 4,61                                   |
| 39           | 6         | Health Fund         | Zdravotní fond            | Victor Nelli Jr.  | Jackie Clarke                                              | 2. listopadu 2017 | 3,54                                   |
| 40           | 7         | Christmas Eve       | Štědrý večer              | Todd Biermann     | Eric Ledgin                                                | 5. prosince 2017  | 4,41                                   |
| 41           | 8         | Viral Video         | Virální video             | Ken Whittingham   | Jonathan Green                                             | 4. ledna 2018     | 3,90                                   |
| 42           | 9         | Golden Globes Party | Zlaté glóby               | Victor Nelli Jr.  | Vanessa Ramos                                              | 11. ledna 2018    | 3,83                                   |
| 43           | 10        | High Volume Store   | Modernizace obchoďáku     | Jay Hunter        | Owen Ellickson                                             | 18. ledna 2018    | 3,57                                   |
| 44           | 11        | Angels and Mermaids | Andělé a mořské panny     | Michael Spiller   | Justin Shanes                                              | 25. ledna 2018    | 2,85                                   |
| 45           | 12        | Groundhog Day       | Den svišťů                | Jaffar Mahmood    | Sierra Teller Ornelas                                      | 1. února 2018     | 2,97                                   |
| 46           | 13        | Video Game Release  | Nová videohra je venku    | America Ferrera   | Jackie Clarke                                              | 1. března 2018    | 3,38                                   |
| 47           | 14        | Safety Training     | Školení bezpečnosti práce | Rebecca Asher     | Bridget Kyle a Vicky Luu                                   | 8. března 2018    | 3,37                                   |
| 48           | 15        | Amnesty             | Amnestie                  | Keith Powell      | Eric Ledgin                                                | 15. března 2018   | 3,93                                   |
| 49           | 16        | Target              | Target                    | Daniella Eisman   | Jonathan Green a Gabe Miller                               | 22. března 2018   | 3,85                                   |
| 50           | 17        | District Manager    | Oblastní manažer          | Alex Reid         | John Kazlauskas                                            | 29. března 2018   | 2,96                                   |
| 51           | 18        | Local Vendors Day   | Den místních prodejců     | Geeta V. Patel    | Josh Malmuth                                               | 5. dubna 2018     | 3,17                                   |
| 52           | 19        | Lottery             | Loterie                   | Ben Feldman       | Vanessa Ramos                                              | 12. dubna 2018    | 3,08                                   |
| 53           | 20        | Gender Reveal       | Chlapeček, nebo holčička? | Tristram Shapeero | Lauren Ash                                                 | 19. dubna 2018    | 2,76                                   |
| 54           | 21        | Aftermath           | Následky                  | Ryan Case         | Justin Shanes a Owen Ellickson                             | 26. dubna 2018    | 2,85                                   |
| 55           | 22        | Town Hall           | Na radnici                | Matt Sohn         | námět: Justin Spitzer scénář: Jonathan Green a Gabe Miller | 3. května 2018    | 2,97                                   |

### Čtvrtá řada (2018–2019)
| Č. v seriálu | Č. v řadě | Původní název             | Český název              | Režie             | Scénář                                             | Datum premiéry     | Sledovanost v USA (v milionech diváků) |
| ------------ | --------- | ------------------------- | ------------------------ | ----------------- | -------------------------------------------------- | ------------------ | -------------------------------------- |
| 56           | 1         | Back to School            | Zpátky do školy          | Matt Sohn         | Jonathan Green                                     | 4. října 2018      | 3,16                                   |
| 57           | 2         | Baby Shower               | Oslava pro mimino        | Jeffrey Blitz     | Bridget Kyle a Vicky Luu                           | 11. října 2018     | 3,01                                   |
| 58           | 3         | Toxic Workplace           | Toxické pracoviště       | Jay Karas         | Aaron Lee                                          | 18. října 2018     | 3,16                                   |
| 59           | 4         | Costume Competition       | Soutěž o nejlepší kostým | Todd Biermann     | Justin Shanes                                      | 25. října 2018     | 3,06                                   |
| 60           | 5         | Delivery Day              | Rodíme!                  | Daniella Eisman   | Gabe Miller                                        | 1. listopadu 2018  | 3,21                                   |
| 61           | 6         | Maternity Leave           | Mateřská                 | Jackie Clarke     | Jackie Clarke                                      | 8. listopadu 2018  | 3,27                                   |
| 62           | 7         | New Initiative            | Nová iniciativa          | Ken Whittingham   | Ben Dougan                                         | 15. listopadu 2018 | 3,31                                   |
| 63           | 8         | Managers Conference       | Konference               | Phil Traill       | Brian Gatewood a Alessandro Tanaka                 | 6. prosince 2018   | 3,36                                   |
| 64           | 9         | Shadowing Glenn           | Jako Glenn               | Geeta V. Patel    | Matt Lawton                                        | 13. prosince 2018  | 2,98                                   |
| 65           | 10        | Cloud 9 Academy           | Akademie Cloud 9         | Jeffrey Blitz     | John Kazlauskas                                    | 7. března 2019     | 3,07                                   |
| 66           | 11        | Steps Challenge           | Krokování                | Todd Biermann     | Bridget Kyle a Vicky Luu                           | 14. března 2019    | 3,26                                   |
| 67           | 12        | Blizzard                  | Sněhová bouře            | Amy York Rubin    | Dayo Adesokan                                      | 21. března 2019    | 3,86                                   |
| 68           | 13        | Love Birds                | Trable s ptáky           | Mark McKinney     | Aaron Lee                                          | 31. března 2019    | 3,38                                   |
| 69           | 14        | Minor Crimes              | Drobné přečiny           | Ross Novie        | L. E. Correia                                      | 4. dubna 2019      | 3,11                                   |
| 70           | 15        | Salary                    | Výplata                  | James Renfroe     | Ben Dougan a Matt Lawton                           | 11. dubna 2019     | 3,37                                   |
| 71           | 16        | Easter                    | Velikonoce               | Victor Nelli, Jr. | John Kazlaukas, Brian Gatewood a Alessandro Tanaka | 18. dubna 2019     | 3,04                                   |
| 72           | 17        | Quinceañera               | Narozeniny               | Rebecca Asher     | Justin Shanes                                      | 25. dubna 2019     | 2,95                                   |
| 73           | 18        | Cloud Green               | Zelený obchoďák          | Heather Jack      | Jonathan Green a Gabe Miller                       | 2. května 2019     | 3,01                                   |
| 74           | 19        | Scanners                  | Skenery                  | Victor Nelli, Jr. | Dayo Adesokan a L. E. Correia                      | 9. května 2019     | 2,91                                   |
| 75           | 20        | Cloud9Fail                | #BinecVObchodaku         | Betsy Thomas      | John Kazlauskas a Josh Malmuth                     | 9. května 2019     | 2,46                                   |
| 76           | 21        | Sandra's Fight            | Sandra zlobí             | America Ferrera   | Sean Lee a Jen Vierck                              | 16. května 2019    | 2,38                                   |
| 77           | 22        | Employee Appreciation Day | Den zaměstnanců          | Jeffrey Blitz     | Justin Spitzer                                     | 16. května 2019    | 1,95                                   |

### Pátá řada (2019–2020)
| Č. v seriálu | Č. v řadě | Původní název       | Český název             | Režie                      | Scénář                   | Datum premiéry     | Sledovanost v USA (v milionech diváků) |
| ------------ | --------- | ------------------- | ----------------------- | -------------------------- | ------------------------ | ------------------ | -------------------------------------- |
| 56           | 1         | Cloud 9.0           | Cloud 9.0               | Jackie Clarke              | Jackie Clarke            | 26. září 2019      | 2,86                                   |
| 79           | 2         | Testimonials        | Reference               | Matt Sohn                  | Bridget Kyle a Vicky Luu | 3. října 2019      | 2,78                                   |
| 80           | 3         | Forced Hire         | Nežádoucí kolegyně      | Victor Nelli, Jr.          | Colton Dunn              | 10. října 2019     | 2,79                                   |
| 81           | 4         | Mall Closing        | Konkurence zavírá       | Rebecca Asher              | Owen Ellickson           | 17. října 2019     | 2,94                                   |
| 82           | 5         | Self-Care           | Péče o sebe             | Richie Keen                | Rene Gube                | 24. října 2019     | 2,84                                   |
| 83           | 6         | Trick-or-Treat      | Halloween               | Heather Jack               | Laura McCreary           | 31. října 2019     | 3,09                                   |
| 84           | 7         | Shoplifter Rehab    | Kurz pro bývalé zloděje | Chioke Nassor              | Justin Shanes            | 7. listopadu 2019  | 2,61                                   |
| 85           | 8         | Toy Drive           | Sbírka hraček           | Jay Hunter                 | Dayo Adesokan            | 14. listopadu 2019 | 2,76                                   |
| 86           | 9         | Curbside Pickup     | Donáška do vozu         | Catalina Aguilar Mastretta | John Kazlauskas          | 21. listopadu 2019 | 2,65                                   |
| 87           | 10        | Negotiations        | Vyjednávání             | Betsy Thomas               | L.E. Correia             | 12. prosince 2019  | 2,67                                   |
| 88           | 11        | Lady Boss           | Šéfová                  | America Ferrera            | Jackie Clarke            | 9. ledna 2020      | 2,59                                   |
| 89           | 12        | Myrtle              | Myrtle                  | Tristram Shapeero          | Hailey Chavez            | 16. ledna 2020     | 2,67                                   |
| 90           | 13        | Favoritism          | Protekce                | Robert Cohen               | Bridget Kyle a Vicky Luu | 23. ledna 2020     | 2,73                                   |
| 91           | 14        | Sandra's Wedding    | Sandra se vdává         | Ruben Fleischer            | Owen Ellickson           | 30. ledna 2020     | 2,78                                   |
| 92           | 15        | Cereal Bar          | Bar s cereáliemi        | Kris Lefcoe                | Laura McCreary           | 13. února 2020     | 2,35                                   |
| 93           | 16        | Emplolyee App       | Zaměstnanecká aplikace  | Justin Spitzer             | Justin Shanes            | 20. února 2020     | 2,63                                   |
| 94           | 17        | Zephra Cares        | Starostlivá Zephra      | Victor Nelli, Jr.          | Rene Gube                | 27. února 2020     | 2,57                                   |
| 95           | 18        | Playdate            | Kdo si hraje, nezlobí   | Matt Sohn                  | Jen Vierck               | 19. března 2020    | 3,59                                   |
| 96           | 19        | Carol's Back        | Carol se vrací          | Ben Feldman                | John Kazlauskas          | 26. března 2020    | 3,41                                   |
| 97           | 20        | Customer Safari     | Zákaznické safari       | Jay Karas                  | L.E. Correia             | 2. dubna 2020      | 3,15                                   |
| 98           | 21        | California (Part 1) | Kalifornie, 1. část     | Betsy Thomas               | Dayo Adesokan            | 23. dubna 2020     | 3,01                                   |

### Šestá řada (2020–2021)
| Č. v seriálu | Č. v řadě | Původní název         | Český název           | Režie             | Scénář                                                     | Datum premiéry     | Sledovanost v USA (v milionech diváků) |
| ------------ | --------- | --------------------- | --------------------- | ----------------- | ---------------------------------------------------------- | ------------------ | -------------------------------------- |
| 99           | 1         | Essential             | Nepostradatelní       | Victor Nelli, Jr. | Bridget Kyle a Vicky Luu                                   | 29. října 2020     | 2,80                                   |
| 100          | 2         | California (Part 2)   | Kalifornie, 2. část   | Victor Nelli, Jr. | Owen Ellickson                                             | 5. listopadu 2020  | 2,24                                   |
| 101          | 3         | Floor Supervisor      | Vedoucí prodejny      | Betsy Thomas      | Josh Malmuth                                               | 12. listopadu 2020 | 2,35                                   |
| 102          | 4         | Prize Wheel           | Kolo štěstí           | Ryan Case         | Laura McCreary                                             | 19. listopadu 2020 | 2,28                                   |
| 103          | 5         | Hair Care Products    | Vlasová péče          | Charles Stone III | Dayo Adesokan                                              | 14. ledna 2021     | 2,51                                   |
| 104          | 6         | Biscuit               | Sušenka               | Jay Hunter        | Justin Shanes                                              | 21. ledna 2021     | 2,21                                   |
| 105          | 7         | The Trough            | Obrat                 | Kim Nguyen        | Rene Gube                                                  | 28. ledna 2021     | 2,05                                   |
| 106          | 8         | Ground Rules          | Základní pravidla     | Victor Nelli, Jr. | Jen Vierck                                                 | 4. února 2021      | 2,22                                   |
| 107          | 9         | Conspiracy            | Konspirace            | James Renfroe     | Colton Dunn                                                | 11. února 2021     | 1,93                                   |
| 108          | 10        | Depositions           | Výpovědi              | Betsy Thomas      | John Kazlauskas                                            | 25. února 2021     | 1,90                                   |
| 109          | 11        | Deep Cleaning         | Pořádný úklid         | Ross Novie        | Hailey Chavez                                              | 4. března 2021     | 2,30                                   |
| 110          | 12        | Customer Satisfaction | Spokojenost zákazníků | Matt Sohn         | Bridget Kyle a Vicky Luu                                   | 11. března 2021    | 1,87                                   |
| 111          | 13        | Lowell Anderson       | Lowell Anderson       | Kabir Akhtar      | Rene Gube a Josh Malmuth                                   | 18. března 2021    | 2,33                                   |
| 112          | 14        | Perfect Store         | Dokonalá prodejna     | Victor Nelli, Jr. | Owen Ellickson & Laura McCreary                            | 25. března 2021    | 2,71                                   |
| 113          | 15        | All Sales Final       | Konečné zúčtování     | Ruben Fleischer   | námět: Jonathan Green a Gabe Miller scénář: Justin Spitzer | 25. března 2021    | 2,41                                   |